# Décès en avril 1988
Décès
- 1984
- 1985
- 1986
- 1987
- 1988
- 1989
- 1990
- 1991
- 1992

Pour une information complémentaire, voir la page d'aide.

| Date     | Nom                 | Activités                                           | Âge | Source |
| -------- | ------------------- | --------------------------------------------------- | --- | ------ |
| 2 avril  | Jenő Barcsay        | peintre hongrois                                    | 88  |        |
| 2 avril  | Anthony Pelissier   | acteur, producteur et réalisateur anglais           | 75  | (en)   |
| 7 avril  | Giovanni Gotti      | coureur cycliste italien                            | 75  |        |
| 7 avril  | Cesar Bresgen       | compositeur autrichien                              | 75  |        |
| 9 avril  | Sergueï Grigoriev   | peintre russe puis soviétique                       | 77  | (en)   |
| 9 avril  | Yvan Marie          | coureur cycliste français                           | 74  |        |
| 12 avril | Alan Paton          | écrivain sud-africain                               | 85  |        |
| 14 avril | Hans Eppens         | peintre suisse                                      | 82  | (de)   |
| 14 avril | John Stonehouse     | homme politique britannique                         | 62  | (en)   |
| 15 avril | Maria Ulfah Santoso | femme politique indonésienne                        | 76  |        |
| 17 avril | René Naud           | homme d’affaires, homme politique et colon français | 81  |        |
| 18 avril | Camille Cottin      | joueur et entraîneur de football français           | 78  |        |
| 18 avril | Antonín Puč         | footballeur international tchécoslovaque            | 80  |        |
| 18 avril | Pierre Desproges    | humoriste français                                  | 48  |        |
| 24 avril | Germaine Delbat     | comédienne française                                | 84  |        |
| 24 avril | Roger Tolmer        | peintre et sculpteur français                       | 80  |        |
| 25 avril | Clifford D. Simak   | auteur américain de science-fiction                 | 83  |        |
| 26 avril | Valeri Legassov     | physicien, liquidateur de Tchernobyl                | 51  |        |